# H.C. Andersen i Italien
H.C. Andersen i Italien er en dansk dokumentarfilm fra 1967 instrueret af Ole Schelde efter eget manuskript.

## Handling
I 1833 modtog H.C. Andersen 600 rigsdaler af "kongens kasse" til en dannelsesrejse til Rom. Filmen følger nøje i hans fodspor og opsøger de steder, han så flittigt kommenterede i ord og skitser i sin notesbog. I filmen veksles der således mellem Andersens tegninger (ca. 15) og optagelser af de steder, som han besøgte. Gengivelsen af Andersens egne ord er filmens eneste kommentar. Rejseruten går fra Simplon over Milano til Firenze, hvor han fortæller, at hans kunstsans blev vakt. Derfra til Rom og videre til Napoli over de primitive sumpe, hvorefter Vesuv, Pompei, Herculanum og Pæstum skildres. Turen hjem gik via Capri tilbage til Rom. Filmen slutter med hans digt "Farvel til Italien".